# Templetonia retusa
Templetonia retusa är en ärtväxtart som först beskrevs av Étienne Pierre Ventenat, och fick sitt nu gällande namn av Robert Brown. Templetonia retusa ingår i släktet Templetonia och familjen ärtväxter. Inga underarter finns listade i Catalogue of Life.